# Иоллос, Григорий Борисович

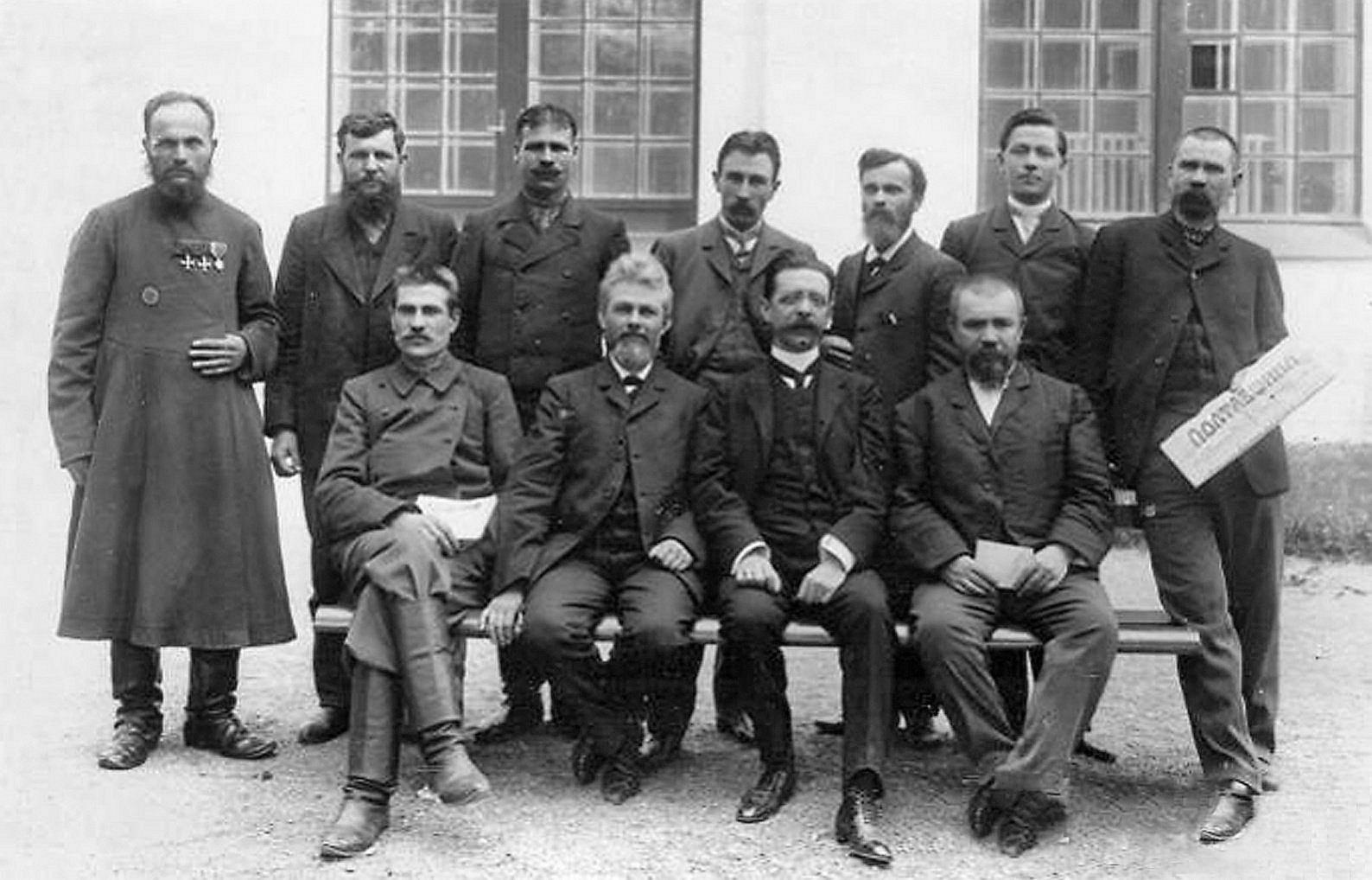
Члены государственной Думы Первого созыва от Полтавской губернии.
В первом ряду — Ф. И. Дубовик, И. Н. Присецкий, Г. Б. Иоллос, Я. К. Имшенецкий.

Григорий Борисович Иоллос (дореф. Григорій Борисовичъ Іоллосъ; 26 ноября 1859, Кременчуг, Полтавская губерния — 14 марта 1907, Москва) — российский публицист и политик, член I Государственной думы. Жертва террора правонационалистических сил России.

## Биография
Родился в семье купца Бенциона (Бориса) Марковича Иоллоса (1839—1924). Доходный дом Иоллоса в Кременчуге располагался на углу Екатерининской и Херсонской улиц, а в Одессе — на Базарной улице, № 54. Окончив Одесскую гимназию, слушал лекции в Киевском и Страсбургском университетах. Окончил же Гейдельбергский университет, в котором был удостоен степени доктора права. Затем сдал экзамены на юридическом факультете Санкт-Петербургского университета и с 1886 года поселился в Москве. Стал секретарём Московского юридического общества; сотрудничал в «Русских Ведомостях» и иногда помещал статьи в «Юридическом Вестнике». Сдал в Московском университете магистерский экзамен и защитил диссертацию на степень магистра политической экономии, но «на пути к кафедре стояло еврейское происхождение». И в 1888 году он вновь уехал в Германию. С 1890 года жил в Берлине и был постоянным берлинским корреспондентом газеты «Русские ведомости»; его статьи публиковались также в «Вестнике Европы» (статьи по экономическим и политическим вопросам), «Русском богатстве», «Праве» и других. В 1904 году Иоллос издал свои «Письма из Берлина» отдельной книгой. ==
Характеризуя журналистскую методику Иоллоса, В. В. Водовозов отмечал, что он «был не из тех корреспондентов, которые заблаговременно узнают дипломатические тайны, проникают в канцелярии и прихожие министерств и успевают раньше других сообщать всякие сенсационные новости»; напротив, «Иоллос был учёным исследователем-историком живых событий; он старался не столько излагать внешние подробности событий, сколько объяснять их глубокие исторические причины; он уделял экономической стороне германской жизни не менее места, чем политической». В рамках своих корреспонденций Иоллос пропагандировал конституционные принципы, систематически излагая в них основные сведения по конституционному праву; эта пропаганда пробуждала «интерес к этой тогда ещё мало интересовавшей русское общество отрасли знания».
Вернувшись в конце 1905 года в Россию, он вступил в конституционно-демократическую партию, от которой в начале 1906 года был избран в Полтавской губернии членом I Государственной думы. В Думе Иоллос работал в различных комиссиях (бюджетная, по рабочему вопросу, по подготовке закона о печати), участвовал в разработке думского регламента; в пленарных заседаниях выступал мало. После роспуска Думы подписал вместе с другими депутатами «Выборгское воззвание». Журналистскую работу продолжил в редакции «Русских ведомостей»; с 1906 года возглавлял её издательское товарищество. Принял участие в съезде Союза для достижения полноправия евреев, где выступал против создания особой еврейской фракции в Государственной думе, полемизировал с сионистами и националистами.

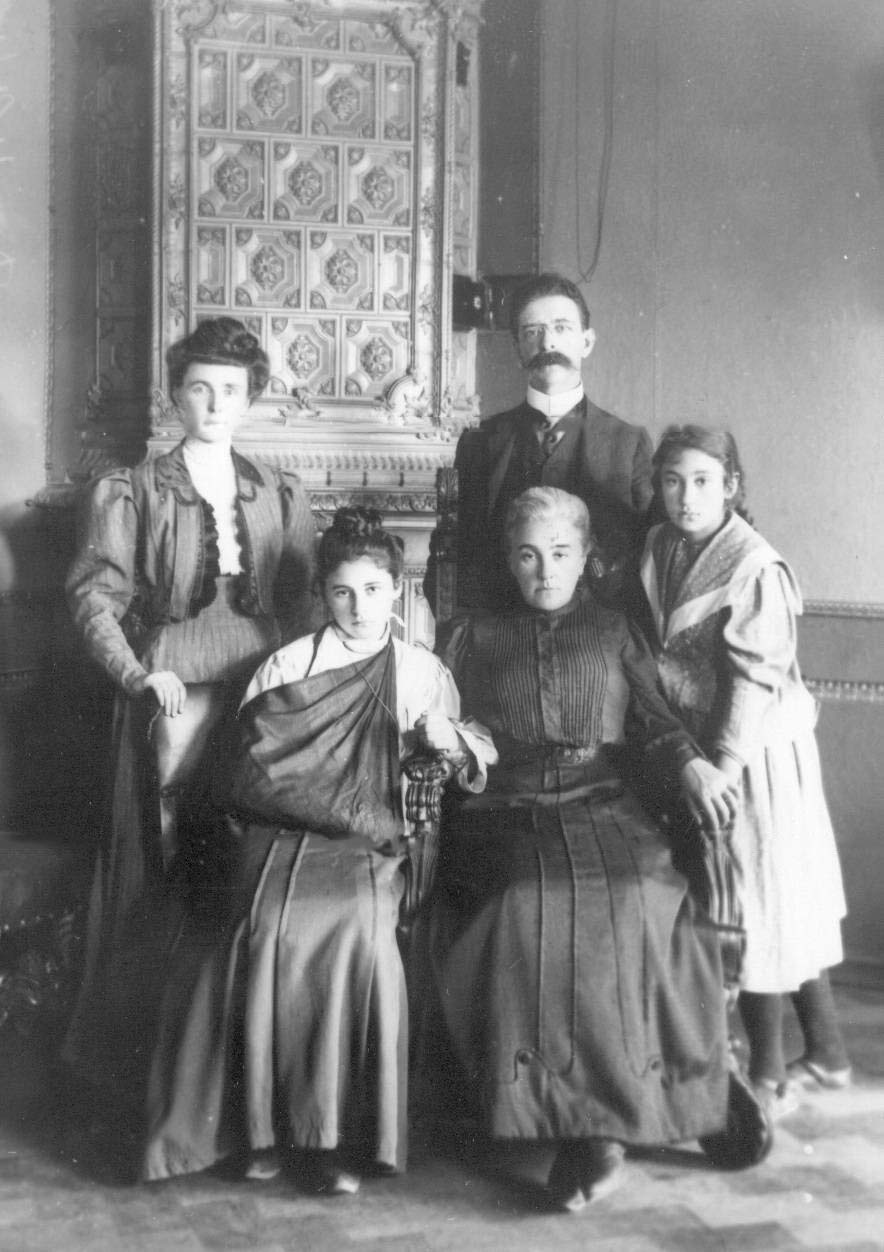
Г. Б. Иоллос за 8 месяцев до гибели, вместе с семьёй убитого правыми террористами депутата Думы М. Я. Герценштейна.

14 марта 1907 года Г. Б. Иоллос был убит на улице днём рабочим Фёдоровым, который не знал даже имени человека, им убиваемого. В сторону Иоллоса были четыре выстрела. В него попали две пули: одна в висок, вторая — в челюсть. От ранений он упал и скончался в течение нескольких минут. Убийство было организовано членом «Союза русского народа» Казанцевым, который дал Фёдорову револьвер и сказал, что Иоллос предаёт революционеров. Убив Иоллоса и узнав затем из газет о лживости сообщённых ему сведений, Фёдоров убил Казанцева и бежал за границу.